# Francisco Valles
Francisco Valles de Covarrubias, también conocido como Divino Valles (Covarrubias; 4 de octubre de 1524-Burgos; 20 de septiembre de 1592), fue un médico castellano, el mayor exponente español de la medicina renacentista. Considerado el creador de la anatomía patológica moderna. Médico de Cámara de Felipe II, y protomédico general de los Reinos y Señoríos de Castilla.

## Biografía

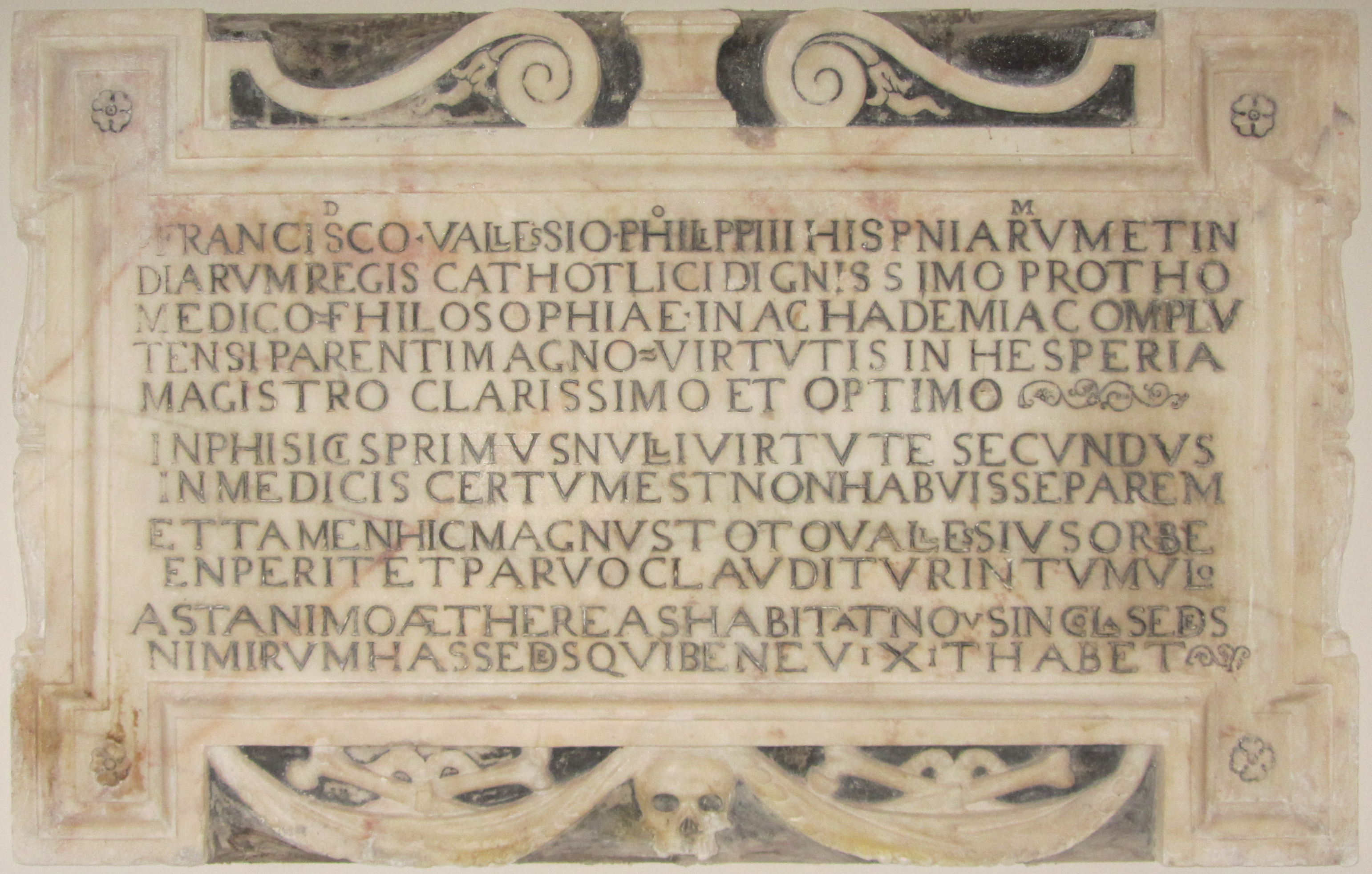
Lápida de su nicho mortuorio en la Capilla de San Ildefonso (Alcalá de Henares).

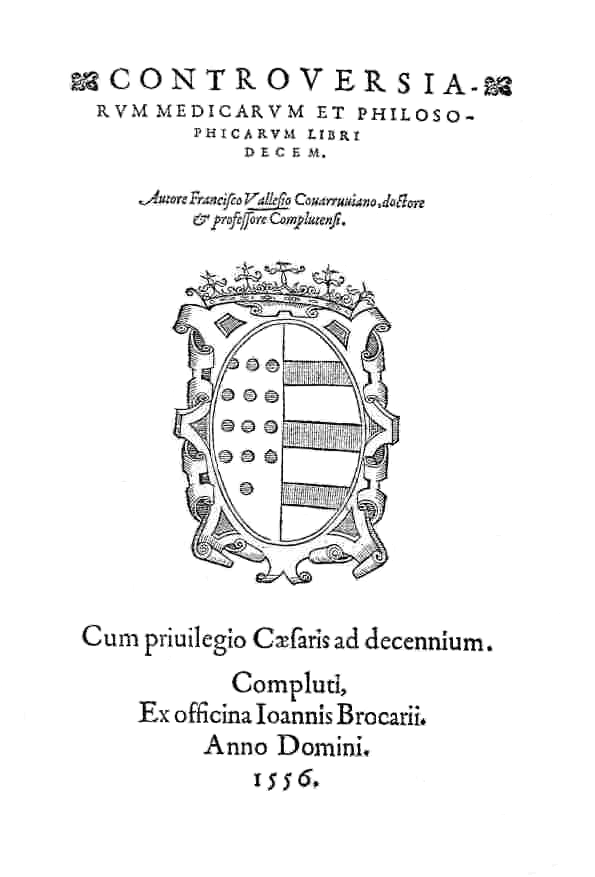
Primer libro publicado por Valles: Controversiarum et philosophicarum libri decem (1556).

Francisco Valles nació en Covarrubias (un pueblo de la actual provincia de Burgos) y fue bautizado el 4 de octubre de 1524. Sus padres fueron Francisco Valles (también médico) y Brianda de Lemus. Tuvo tres hermanos: Pedro, que fue arcediano de Covarrubias; Fray Luis, religioso agustino; y Petronila, que fue esposa de Manuel Hurtado de Vera. En 1544 inició sus estudios en la Universidad de Alcalá en el Colegio de Trilingüe alcanzando en 1547 la licenciatura en artes y filosofía, convirtiéndose en 1553 en maestro en artes y filosofía. En 1553 se licencia en medicina, y se doctora en 1554; consta como profesor, al menos desde 1556, impartiendo clases de anatomía práctica mediante disecciones de cadáveres. En 1557 sucedió a Cristóbal de Vega en la cátedra de Prima de medicina en Alcalá  hasta 1572.
Estuvo casado durante 42 años con Juana de Vera, con la que tuvo seis hijos: Lucía, Francisco, Juana, Catalina, Gabriel y Diego. En 1587 fundó un mayorazgo con su esposa, sobre la casa que tenía en la calle de Santiago y su hacienda en Alcalá de Henares.
Estudió en diversas ciudades europeas, lo que le hizo entrar en contacto con Andrea Vesalio, al cual sucederá en 1572 como médico personal de Felipe II, nombrándole «Médico de Cámara y Protomédico General de los Reinos y Señoríos de Castilla» el cargo médico más elevado de España, alcanzado gran prestigio profesional y reconocimiento como intelectual. Estableció el examen del "Protomedicato", que debían realizar en Madrid todos los licenciados en medicina para poder ejercer, como control de la formación recibida en las diferentes universidades de España. Fue este rey el que le calificó de "Divino", al curarle de una crisis gotosa.
Ejerció la mayor parte de su vida en Alcalá de Henares, donde enseñó medicina, siendo el primero que en Alcalá impartió clases prácticas con cadáveres, por lo que se le considera el creador de la anatomía patológica.
Además de médico fue un gran humanista y escritor, dominando con maestría el griego y el latín clásicos. Sus últimos años los pasó en la botica del Monasterio de El Escorial preparando la destilación de plantas naturales y organizando la biblioteca.
Habiendo hecho testamento el 29 de mayo de 1592, falleció el 20 de septiembre del mismo año en el Convento de los Agustinos de Burgos, al acompañar al rey Felipe II en un viaje. Sus restos, por su expreso deseo, fueron trasladados y enterrados en la Capilla del Colegio Mayor de San Ildefonso, en Alcalá de Henares. Debido al deterioro del lugar, el 22 de mayo de 1862, por iniciativa de personajes como el historiador Mariano González Sámano o el alcalde de Alcalá, Francisco Palou, se exhumaron los restos de Valles y se guardaron provisionalmente en una dependencia de la universidad hasta que volvieron a despositarlos en otro lugar de la iglesia. El 14 de abril de 2011, durante las obras de restauración de la capilla, se redescubrió la urna donde se encontraba desde el siglo xix.

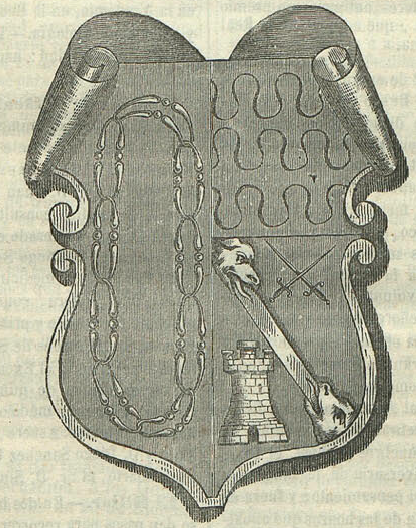
Reproducción del escudo de la familia Valles tal y como figuraba en la losa del pavimento de su enterramiento.

## Obras
Empezó a publicar desde muy joven, con 20 trabajos conocidos, desde traducciones de los clásicos hasta trabajos personales, tanto de tema médico como filosófico.
- Controversiarium medicarum et philosophicarum (1556) (2ª ed. 1564) (3ª ed. 1583), exposición de cuestiones filosóficas que componen el saber médico.
- Commentaria in quartum librum metheoron Aristotelis (1558).
- Claudii Gal. Pergameni De Locis Patientibus Libri Sex (1559).
- In Aphorismos, & libellum de alimento Hippocratis, comentaria (1561).
- Octo librorum Aristotelis de physica doctrina versio recens & commentaria (1562).
- Controuersiarum naturalium ad tyrones pars prima (enlace roto disponible en Internet Archive; véase el historial, la primera versión y la última). (1563).
- Comentarii de vrinis, pulsibus & febribus (1565) (1569).
- Commentaria in Prognosticorum Hippocratis (1567).
- Galeni ars medicinalis commentariis (1567), sobre la traducción de las obras de Galeno.
- Comentaria in libros Galeni de differentia febrium (1569), sobre la traducción de las obras de Galeno.
- Commentaria in libros Hippocratis de Ratione victus in morbis acutis (1569) (1590), son comentarios a la obra de Hipócrates.
- In libros Hippocratis de morbis popularibus, commetaria (1577) ( Archivado el 17 de septiembre de 2011 en Wayback Machine.).
- Controversiarvm natvralivm ad tyrones pars prima: continens eas quae spectant ad octo libros Aristotelis de physica doctrina. Complvti: excudebat Querinus Gerardus, 1580.
- De sacra philosophia. (1587), completo estudio de cuanto recoge la Sagrada Escritura sobre Medicina.[13][14]
- Methodus medendi (1588).
- De vrinis, pulsibus, ac febribus compendiariae tractationes. (1588).
- In aphorismos Hippocratis commentarij VII (enlace roto disponible en Internet Archive; véase el historial, la primera versión y la última). (1589).
- Tratado de las aguas destiladas, pesos, y medidas de que los boticarios deuen usar. (1592).
- De iis, quae scripta sunt physice in libris sacris siue de sacra philosophia. (1595).[15]
- Sermón predicado en la solemnisima fiesta del Santissimo Sacramento, que se hizo en el Real Convento de San Pablo de Sevilla  (1620).

## Influencias
Influyó en el gran teólogo, filósofo y jurista Francisco Suárez, coetáneo de Valles, a quien conoció y estudió, aplicando a su obra juvenil De Anima concepciones antropológicas ya presentes en la obra del gran médico y filósofo humanista. En esta magna obra, cita Suárez hasta 31 veces al divino Vallés, comentando pasajes importantes de sus Controvesias y de su De sacra Philosophia. Pero lo más importante es que recoge de él la teoría de la simpatía de las potencias, radicadas en la misma alma y que constituye una de las mejores aportaciones al estudio de la epistemología y de las relaciones alma-cuerpo en la Antropología Filosófica de Suárez.

## Reconocimiento
En Alcalá de Henares, Burgos, Covarrubias, El Escorial y Madrid tiene dedicadas sendas calles con su sobrenombre "Divino Valles". Y una avenida de "Francisco Vallés" en Boecillo (Valladolid).
En 1912, en reconocimiento a sus aportaciones a la Medicina, se construyó en Burgos el Hospital Divino Valles, nombrado así en su honor.
En 2024, con ocasión del V Centenario del Nacimiento de Francisco Valles, se le dedicó la Semana de la Medicina de la Universidad de Alcalá. Y en su recuerdo se descubrió una placa conmemorativa en el Patio de Santo Tomás de Villanueva.

## Controversia sobre su apellido (Valle o Vallés)
La obra impresa del médico, en castellano o latín, aparece firmada como Francisco Vallesio Covarruviano o Francisci Vallesii Covarrubiani, que significaría 'Francisco del Valle, natural de Covarrubias'. Valle o Valles es un apellido habitual en Castilla y, para muchos especialistas, esta es la forma correcta de nombrarle, y no Vallés, como también aparece en ciertas publicaciones. Cuando, a finales del siglo XX, se volvió a estudiar a este médico en obras históricas y en instituciones, se prefirió la forma llana, tanto en el CSIC como en obras especializadas (las de V. Peset Llorca, E. Sánchez Fernández-Villarán, L. García Ballester, J.L. Abellán o J. Pardo Tomás) o en el propio hospital burgalés que lleva su nombre.